# دنیس جی۰۸۱۷۳۰٫۰–۶۱۵۵۲۰
دنیس جی۰۸۱۷۳۰.۰-۶۱۵۵۲۰ یک ستاره است که در صورت فلکی شاه‌تخته قرار دارد.